# Kanton Hyères-Ouest
Kanton Hyères-Ouest (fr. Canton d'Hyères-Ouest) je francouzský kanton v departementu Var v regionu Provence-Alpes-Côte d'Azur. Tvoří ho pouze západní část města Hyères.